# Volpago del Montello
Volpago del Montello là một đô thị (comune) thuộc tỉnh Treviso, vùng Veneto, Ý. Đô thị này có diện tích km2, dân số là 9860 người (thời điểm 31 tháng 10 năm 2008). Đô thị này có cự ly 40 km về phía đông bắc Venice và khoảng 15 km về phía tây bắc Treviso.